# Казанцев, Виктор Борисович
Виктор Борисович Казанцев (род. 9 мая 1973, Дзержинск, Горьковская область) — российский радиофизик, доктор физико-математических наук, профессор, зав. кафедрой нейротехнологий Института биологии и биомедицины Нижегородского государственного университета имени Н. И. Лобачевского, проректор по научной работе Нижегородского государственного университета имени Н. И. Лобачевского (2015 - 2020), работает в таких областях фундаментальной и прикладной науки как нелинейная динамика, вычислительная нейробиология, нейротехнологии, математическая биология.
Виктор Борисович Казанцев — автор более ста научных публикаций. Основатель и зав. кафедрой (c 2005 г.) нейродинамики и нейробиологии биологического факультета Нижегородского государственного университета имени Н. И. Лобачевского (в наст. время переименована в кафедру нейротехнологий ИББМ ННГУ).

## Биография
В 1996 г. окончил радиофизический факультет Нижегородского государственного университета имени Н. И. Лобачевского по специальности «радиофизика». В 1999 г. защитил кандидатскую по теме «Структуры, волны и их взаимодействие в многослойных активных решетках», а в 2006 г. — докторскую диссертацию на тему «Кооперативные эффекты нелинейной динамики активных многоэлементных систем: структуры, волны, хаос, управление» по специальности 01.04.03 — радиофизика в диссертационном совете на базе Института прикладной и фундаментальной физики РАН. С 2016 г. — доцент по специальности биофизика.
С 1999 г. ассистент кафедры теории колебаний радиофизического факультета Нижегородского государственного университета имени Н. И. Лобачевского, с 2001 году старший научный сотрудник ИПФ РАН, с 2007 года ведущий научный сотрудник ИПФ РАН, а в 2008—2014 заведующий лабораторией ИПФ РАН. В 2014—2015 г. — директор НИИ «Институт живых систем». С 2005 г. по настоящее время заведует кафедрой нейротехнологий (прежнее название — кафедра нейродинамики и нейробиологии) Института биологии и биомедицины Нижегородского государственного университета имени Н. И. Лобачевского. С 2015 по 2020 — проректор по научной работе Нижегородского университета.

## Научная и педагогическая деятельность
В. Б. Казанцев является соавтором более ста научных публикаций в российских и зарубежных реферируемых журналах, нескольких учебно-методических разработок, российских и зарубежных патентов. С 1999 года он руководил несколькими инициативными научными проектами, получившими конкурсную поддержку РФФИ, Федеральных Целевых Программ, гранта Российского Научного Фонда, является соруководителем мегагранта первой волны (приглашённый учёный А. Э. Дитятев). В. Б. Казанцев читает курсы лекций «Теория колебаний для биофизиков», «Математические модели нейрон-глиальных систем» для студентов биологических и физико-математических специальностей ННГУ.
Наиболее крупные научно-технические проекты (поддержанные РНФ и ФЦПИР), выполняемые под руководством Казанцева:
- «Разработка нейрокогнитивной оптоэлектронной системы стимуляции и синхронизации нейронов мозга», ФЦПИР 2014—2016 г. № ГК 14.578.21.0074[4][5]
- «Исследование сетевой пластичности и сетевых механизмов памяти в модели диссоциированных культур гиппокампа на мультиэлектродных зондах», РНФ 2014—2016 г. № 14-19-01381
- «Разработка комплекса научно-технических решений для нейроинтеграции экзоскелетонных роботизированных устройств», ФЦПИР 2014—2016 г. № ГК 14.578.21.0094[6]
- «Внеклеточная мозговая матрица как определитель межклеточных коммуникаций и объект терапевтического вмешательства», Постановление № 220 (соруководитель) 2010—2014 г. № ГК 11.G34.31.0012[7][8]
- «Разработка методов и моделей мониторинга, стимуляции и обучения живых нейронов мозга на мультиэлектродных подложках», ФЦПИР 2012—2013 г. № ГК 14.B37.21.1073[9][10][11][12]
- «Система регистрации и декодирования биоэлектрической активности мозга и мышц человека (СРД-1)», ФЦПИР 2014—2016 г. № ГК14.581.21.0011[13][14]
- «Создание нейропилотируемого транспортного средства для маломобильной категории граждан (Нейромобиль)», ФЦПИР 2017—2020 г. № ГК 14.581.21.0022[15][16]

Среди наиболее значимых научных результатов Казанцева можно отметить следующие:
- Обнаружение нового механизма возникновения спонтанных сигналов химической активности в сетях взаимодействующих клеток мозга.
- Установлено, что он связан с потерей устойчивости пространственно-однородного состояния равновесия через последовательный переход в положительную полуплоскость части комплексно-сопряжённых пар из спектра собственных значений (бифуркация Андронова — Хопфа). В результате, в сети формируются пространственно-временные сигналы кальциевой активности с малым пространственным масштабом порядка межклеточных расстояний (20—30 мкм) и медленным временным ритмом (10 с), модулирующим в мозге распределение нейроактивных веществ[17].
- Показано, что нейронные сети, формируемые в диссоциированных культурах клеток гиппокампа способны генерировать спонтанные пачечные разряды. Установлено, что структура таких разрядов обладает повторяемостью в начале (паттерн активации) и в конце (паттерн деактивации) возникновения разряда. Рисунок паттернов обладает уникальностью («спайковые подписи»), специфичной для данной нейронной сети, и отражает пути прохождения возбуждения по синаптической архитектуре сети[18].
- На основе экспериментальных исследований в нейробиологии разработана модель взаимодействия нейронов мозга с активной внеклеточной средой (внеклеточным матриксом мозга). Установлено, что воздействие внеклеточных факторов (специфических молекул матрикса) приводит к эффективному регулированию средней частоты колебаний нейронного генератора на больших временных масштабах (сотни секунд и выше). Эти факторы обеспечивают формирование двух петель обратной связи: отрицательной — понижающей возбудимость нейрона при увеличении частоты спонтанных колебаний и положительной — увеличивающей чувствительность нейрона к входным воздействием при снижении частоты входных воздействий ниже критического уровня. Кроме того, учёт активности внеклеточной среды приводит к бистабильности — сосуществованию двух устойчивых уровней частоты колебаний. Это позволяет утверждать, что внеклеточная среда может играть существенную роль в формировании и поддержании памяти[19].
- Предложена новая модель фазовоселективной синаптической пластичности, способная регулировать относительную фазу импульсов синаптически связанных нейронов. Модель основана на формировании двух петель обратной связи, изменяющих уровень деполяризации либо пресинаптического, либо постсинаптического нейронов, пропорционально рассогласованию времён/фаз возникновение импульсов относительно некоторой эталонной фазы[20].
- Предложена модель бинаправленной регуляции синаптической нейропередачи в мозге за счёт активации астроцитов. Показано, что астроцит способен либо фасилитировать (усиливать), либо депрессировать (подавлять) передачу сигналов в синапсе. Этот эффект приводит также к возникновению бистабильности — сосуществованию двух устойчивых уровней активности нейронной сети[21].
- Показано, что живые нейронные сети, формируемые в диссоциированных культурах гиппокампа, способны к обучению — изменению характеристик ответа на внешнюю электрическую стимуляцию[22].

## Избранные труды
- Gladkov A., Pigareva Y., Kutyina D., Kolpakov V., Bukatin A., Mukhina I., Kazantsev V., Pimashkin A. Design of cultured neuron networks in vitro with predefined connectivity using asymmetric microfluidic channels // Scientific Reports — 2017. — V. 7. — I. 1. — P. 15625., doi:10.1038/s41598-017-15506-2
- Lobov S., Mironov V., Kastalskiy I., Kazantsev V. A spiking neural network in sEMG feature extraction // Sensors — 2015. — V. 15. — I. 11. — P. 27894-27904., doi:10.3390/s151127894
- Mironov V.I., Romanov A.S., Simonov A.Y., Vedunova M.V., Kazantsev V.B. Oscillations in a neurite growth model with extracellular feedback // Neuroscience letters — 2014. — V. 570. — P. 16-20, doi:10.1016/j.neulet.2014.03.041
- Wu Y.-W., Tang X., Arizono M., Bannai H., Shih P.Y., Dembitskaya Y., Kazantsev V., Tanaka M., Itohara S., Mikoshiba K., Semyanov A. Spatiotemporal calcium dynamics in single astrocytes and its modulation by neuronal activity // Cell calcium — 2014. — V. 55. — I. 2. — P. 119—129, doi:10.1016/j.ceca.2013.12.006
- Pimashkin A., Gladkov A., Mukhina I., Kazantsev V. Adaptive enhancement of learning protocol in hippocampal cultured networks grown on multielectrode arrays // Frontiers in Neural Circuits — 2013. — V. 7. — Art. #87, doi:10.3389/fncir.2013.00087
- Pisarchik A.N., Sevilla-Escoboza R., Jaimes-Reátegui R., Huerta-Cuellar G., García-Lopez J.H., Kazantsev V.B. Experimental implementation of a biometric laser synaptic sensor // Sensors — 2013. — V. 13. — I. 12. — P. 17322-17331, doi:10.3390/s131217322
- Kazantsev V.B., Tyukin I.Yu. Adaptive and phase selective spike timing dependent plasticity in synaptically coupled neuronal oscillators // PLoS ONE — 2012. — V. 7. — I. 3. — P. e30411, doi:10.1371/journal.pone.0030411
- Kazantsev V., Gordleeva S., Stasenko S., Dityatev A. A homeostatic model of neuronal firing governed by feedback signals from the extracellular matrix // PLoS ONE — 2012. — V. 7. — I. 7. — P. e41646, doi:10.1371/journal.pone.0041646
- Pimashkin A., Kastalskiy I., Simonov A., Koryagina E., Mukhina I., Kazantsev V. Spiking signatures of spontaneous activity bursts in hippocampal cultures // Frontiers in Computational Neuroscience — 2011. — V. 5. — Art. #46, doi:10.3389/fncom.2011.00046
- Kazantsev V.B. Spontaneous calcium signals induced by gap junctions in a network model of astrocytes // Physical Review E — 2009. — V. 79. — I. 1. — P. 010901(R), doi:10.1103/PhysRevE.79.010901
- Binczak S., Jacquir S., Bilbault J.-M., Kazantsev V.B., Nekorkin V.I. Experimental study of electrical FitzHugh-Nagumo neurons with modified excitability // Neural Networks — 2006. — V. 19. — I. 5. — P. 684—693, doi:10.1016/j.neunet.2005.07.011
- Kazantsev V.B., Nekorkin V.I., Makarenko V.I., Llinas R. Self-referential phase reset based on inferior olive oscillator dynamics // Proceedings of the National Academy of Sciences of the USA — 2004. — V. 101. — I. 52. — P. 18183-18188, doi:10.1073/pnas.0407900101
- Kazantsev V.B., Nekorkin V.I., Makarenko V.I., Llinas R. Olivo-cerebellar cluster-based universal control system // Proceedings of the National Academy of Sciences of the USA — 2003. — V. 100. — I. 22. — P. 13064-13068, doi:10.1073/pnas.1635110100
- Kazantsev V.B. Selective communication and information processing by excitable systems // Physical Review E — 2001. — V. 64. — P. 056210, doi:10.1103/PhysRevE.64.056210

## Лекции
- Казанцев В. Б. «Живые нейронные сети на мультиэлектродных матрицах»
- Казанцев В. Б. «Технологии использования нейроинтерфейсов для управления и навигации внешних устройств»